# Aljaž Dvornik
Aljaž Dvornik (ur. 7 sierpnia 1995) – słoweński narciarz alpejski, złoty medalista mistrzostw świata juniorów.

## Kariera
Po raz pierwszy na arenie międzynarodowej Aljaž Dvornik pojawił się 25 listopada 2010 roku w Livigno, gdzie w zawodach juniorskich zajął 38. miejsce w slalomie. W 2013 roku wystartował na olimpijskim festiwalu młodzieży Europy w Braszowie, gdzie zdobył srebrny medal w tej samej konkurencji. Rok później wystąpił na mistrzostwach świata juniorów w Jasnej, gdzie jego najlepszym wynikiem było 32. miejsce w superkombinacji. Jeszcze dwukrotnie startował na imprezach tego cyklu, najlepszy wynik osiągając podczas mistrzostw świata juniorów w Soczi w 2016 roku, gdzie wraz z drużyną zdobył złoty medal. Na tej samej imprezie był też między innymi dziesiąty w gigancie. W Pucharze Świata zadebiutował 9 marca 2014 roku w Kranjskiej Gorze, gdzie nie zakwalifikował się do drugiego przejazdu slalomu. Jak dotąd nie zdobył pucharowych punktów.

## Osiągnięcia

### Mistrzostwa świata
| Miejsce | Dzień     | Rok  | Miejscowość       | Konkurencja       | Czas biegu | Strata | Zwycięzca              |
| ------- | --------- | ---- | ----------------- | ----------------- | ---------- | ------ | ---------------------- |
| DNQ     | 16 lutego | 2021 | Cortina d’Ampezzo | Gigant równoległy | -          | -      | Mathieu Faivre         |
| 11.     | 17 lutego | 2021 | Cortina d’Ampezzo | Drużynowo         | -          | -      | Norwegia               |
| 19.     | 21 lutego | 2021 | Cortina d’Ampezzo | Slalom            | 1:46,48    | +7,84  | Sebastian Foss Solevåg |

### Mistrzostwa świata juniorów
| Miejsce | Dzień     | Rok  | Miejscowość | Konkurencja     | Czas biegu | Strata | Zwycięzca            |
| ------- | --------- | ---- | ----------- | --------------- | ---------- | ------ | -------------------- |
| 32.     | 26 lutego | 2014 | Jasná       | Superkombinacja | 2:21,69    | +4,55  | Matteo De Vettori    |
| 35.     | 26 lutego | 2014 | Jasná       | Supergigant     | 1:30,63    | +2,54  | Marco Schwarz        |
| 35.     | 4 marca   | 2014 | Jasná       | Gigant          | 2:03,14    | +7,67  | Henrik Kristoffersen |
| DNF1    | 5 marca   | 2014 | Jasná       | Slalom          | 1:37,21    | -      | Henrik Kristoffersen |
| 28.     | 8 marca   | 2015 | Hafjell     | Gigant          | 2:23,37    | +6,03  | Henrik Kristoffersen |
| 19.     | 9 marca   | 2015 | Hafjell     | Slalom          | 1:37,55    | +3,35  | Henrik Kristoffersen |
| 13.     | 11 marca  | 2015 | Hafjell     | Kombinacja      | 1:58,25    | +2,90  | Loïc Meillard        |
| 28.     | 11 marca  | 2015 | Hafjell     | Supergigant     | 1:15,87    | +1,82  | Loïc Meillard        |
| 36.     | 27 lutego | 2016 | Soczi       | Zjazd           | 1:11,66    | +2,44  | Erik Arvidsson       |
| 16.     | 29 lutego | 2016 | Soczi       | Supergigant     | 1:09,95    | +1,36  | Matthieu Bailet      |
| DNF2    | 1 marca   | 2016 | Soczi       | Superkombinacja | 1:56,16    | -      | Štefan Hadalin       |
| 10.     | 3 marca   | 2016 | Soczi       | Gigant          | 2:14,32    | +3,54  | Marco Odermatt       |
| 1.      | 4 marca   | 2016 | Soczi       | Drużynowo       | ?          | -      | -                    |
| DSQ2    | 5 marca   | 2016 | Soczi       | Slalom          | 1:36,84    | -      | Istok Rodeš          |

### Puchar Świata

#### Miejsca w klasyfikacji generalnej
- sezon 2013/2014: -
- sezon 2014/2015: -
- sezon 2015/2016: -
- sezon 2016/2017: -
- sezon 2017/2018: -
- sezon 2018/2019: -
- sezon 2019/2020: -
- sezon 2020/2021: -
- sezon 2021/2022: -

#### Miejsca na podium
Dvornik nie stawał na podium zawodów PŚ.